# سيدي بوطيب
سيدي بوطيب قرية تقع في المغرب بإقليم بولمان. من الجماعات الصغيرة أحدثت سنة 1992 عدد ساكنتها 9.525 نسمة توجد بالقرب من مدينة ميسور بحوالي 4 كلم تتكون من مجموعة الدواوير أهمها دوارأولاد سيدي بولعلام أولاد بوزازية التي توجد بها مقر المقاطعة كما يوجد بهده الجماعة الولي الصالح سيدي بوطيب وقد أخدت عنه اسمها

## دواوير الجماعة
- دوار أولاد بوخالفة
- دوار أولادسكير
- دوار أولاد بوزازية
- دوار أولادسي بولعلام
- تشابت
- الحرشة
- كبدور
- أولاد البكري
- فتيس الكرمة
- الكنفود
- كاع جابر